# Ryrkajpi
Ryrkajpi (Russisch: Рыркайпий) is een plaats (selo) en selskoje poselenieje in het noorden van het district Ioeltinski (tot 2008 van het district Sjmidtovski) van de Russische autonome okroeg Tsjoekotka, gelegen direct ten zuiden van de Kozjevnikovrots (waarvan de westzijde ook wel onofficieel wordt aangeduid als 'Kaap Ryrkajpi') en ten westen van Kaap Schmidt aan de kust van de Zapadnajabocht van de Oost-Siberische Zee. De plaats ligt op ongeveer 4 kilometer ten noordwesten van Mys Sjmidta, waarmee het is verbonden door een verharde weg. In de plaats wonen vooral Tsjoektsjen. De plaats telde ongeveer 960 inwoners begin 21e eeuw.
De naam van de plaats kan "walviswervel" (Russisch: morzjovy zapor) of "plek waar de migratie van de walrussen eindigt" betekenen in het Tsjoektsjisch en verwijst naar de jacht op de eeuwenlange jacht op de walrussen hier door de Tsjoektsjen. Lange tijd werden er geen walrussen meer waargenomen voor de kust, maar in 2007 werd weer een kolonie van naar schatting 50.000 dieren aangetroffen op ligplaatsen aan de Kozjevnikovrots. Bij de plaats is een afdeling van de berenpatrouille actief.

## Geschiedenis
Het is onbekend wanneer de plaats is gesticht. In 1791 werd de plaats bezocht door de Britse kapitein Joseph Billings en de naam Ryrkajpi intekende op de kaart (James Cook maakte overigens in 1778 al melding van een kleine nederzetting van 'inheemsen' bij Kaap Schmidt). Net als in veel andere Tsjoektsjendorpen (onder andere Alkatvaam en Tavajvaam) werden de inwoners tijdens de collectivisatie in een kolchoz geplaatst; de kolchoz "Pionier" - de grootste rendierhouderij van heel Tsjoekotka. Sinds de jaren 1960 is het een sovchoz. De sovchoz overleefde de economische malaise van de jaren 1990 en vormt nog altijd de belangrijkste economische activiteit.

## Voorzieningen, vervoer en cultuur
In het dorp bevinden zich onder andere een ziekenhuis, postkantoor, een medische instelling, bibliotheek en een internaat, waar ook kinderen uit Mys Sjmidta onderwijs volgen. Vanuit Ryrkajpi loopt een onverharde weg naar de westelijker gelegen voormalige mijnwerkersplaatsen Poljarny en Leningradski en verder naar het dorp Billings. Een andere weg loopt naar het voormalige straalstation Redoektor (18/103; o.b.v. troposferische propagatie).
Net als in veel andere Tsjoektsjische dorpen worden de Tsjoektsjische tradities er hoog gehouden met festiviteiten (onder andere Dag van de Zon; 'Tirkykemet' aan het eind van de poolnacht eind januari), traditionele handwerken (in het huis van cultuur, bijvoorbeeld de nationale vrouwenclub "poolster") en culturele en muzikale ensembles (onder andere Ryrka).
Door de lokale kunstenaar J.A. Doenajev is een deels plastic en deels metalen monument gebouwd ter ere van Adolf Erik Nordenskiöld, die tussen 1873 en 1879 langs de kust van Tsjoekotka voer op de Vega en als eerste de Noordoostelijke Doorvaart voltooide.
Bestuurlijk centrum: Egvekinot

Amgoeëma · Billings · Ioeltin(†) · Konergino · Leningradski(†) · Mys Sjmidta · Noetepelmen · Oeëlkal · Oesjakovskoje(†) · Ozjorny · Poljarny(†) · Ryrkajpi · Vankarem · Vostotsjny(†)